# Code division multiple access

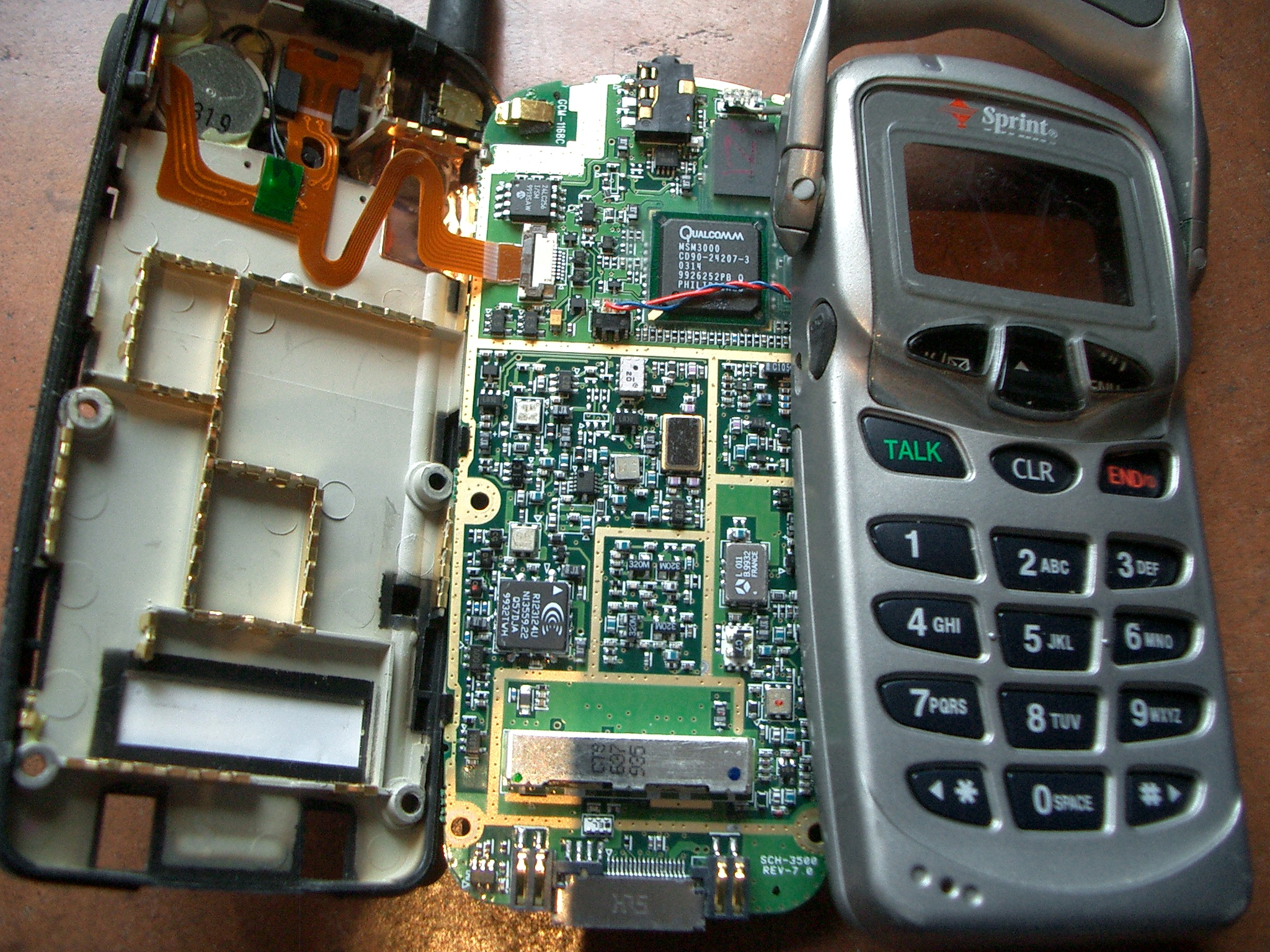
Telefonino con tecnologia CDMA

Nelle telecomunicazioni, code division multiple access (lett. "accesso multiplo a divisione di codice", nota anche con l'acronimo CDMA) è il protocollo di accesso multiplo a canale condiviso di comunicazione più diffuso nelle reti wireless. Originariamente questa tecnologia (CDMAone) era nata e destinata per reti 2G, mentre con le versioni successive (W-CDMA, CDMA2000) è divenuta parte delle tecnologie cellulari di terza generazione (3G), che funzionano secondo lo standard UMTS, e della trasmissione dei messaggi dei satelliti GPS.
La tecnologia CDMA presenta numerosi vantaggi rispetto alle antecedenti FDMA e TDMA (Accesso a divisione di Frequenza e Tempo rispettivamente), utilizzate dai cellulari GSM (seconda generazione, 2G), tra i quali ad esempio una maggiore velocità di trasmissione dati dovuta alla maggiore efficienza spettrale offerta.

## Realizzazione
Tecnicamente, questa tecnica di accesso multiplo (o multiplazione) può essere realizzata moltiplicando in trasmissione l'informazione binaria generata da una sorgente di informazione per un'opportuna parola di codice detta chip; la sequenza {\displaystyle s(t)} in uscita dal moltiplicatore sarà successivamente modulata e infine trasmessa sul canale.
In ricezione il segnale ricevuto {\displaystyle r(t)} dal ricevitore sarà costituito dalla somma vettoriale (cioè comprensiva di modulo e fase) di tutti i segnali trasmessi dalle singole sorgenti di informazione, con in più un eventuale termine dovuto al rumore termico. Se i chip delle sorgenti sono ortogonali tra loro, l'estrazione dell'informazione associata a ciascuna sorgente potrà essere fatta in maniera del tutto complementare o reversibile alla trasmissione moltiplicando il segnale ricevuto con il particolare codice associato alla determinata sorgente che si vuole estrarre e integrando successivamente il segnale ottenuto in un intervallo di tempo pari alla durata del bit di informazione.
Il risultato di un'operazione di questo tipo permetterà di ottenere un segnale che è dato dalla somma di un segnale di ampiezza dominante, che è il segnale utile informativo, cioè quello associato alla sorgente da estrarre, e di un segnale di ampiezza minore, costituito da una combinazione fra rumore termico e segnali associati alle altre sorgenti.
È tuttavia impossibile garantire l'ortogonalità fra i codici fra sorgenti non sincronizzate (ad esempio l'uplink di dispositivi mobile la cui posizione, e di conseguenza tempo di propagazione, varia nel tempo), in questi casi l'obiettivo diventa quello di ottenere una bassa correlazione fra i codici utilizzati dal sistema.
La più alta efficienza spettrale rispetto alle precedenti forme di multiplazione/accesso multiplo è dovuta al fatto che ciascun canale utilizza l'intera banda di frequenza assegnata al servizio per tutto il tempo che desidera, mentre la non interferenza tra canali è assicurata dall'uso dei codici ortogonali.

## Codificatore CDM
Il codificatore CDM è costituito principalmente da due parti, la prima che divide la sequenza di bit generata da un codificatore (opzionale) in M repliche (ad esempio, se la sequenza era {\displaystyle +1+1-1}, ora sarà {\displaystyle M} volte +1, {\displaystyle M} volte +1 ecc..), e la seconda parte che moltiplica ogni replica generata per un termine {\displaystyle d[m]}, chiamato codice di canalizzazione di lunghezza {\displaystyle M}. Ogni bit del codice di canalizzazione (ad esempio + o - 1) viene moltiplicato con le repliche della sequenza iniziale in modo da generare un codice in base alla sequenza di partenza.
In ricezione, quindi, il segnale potrà essere decodificato soltanto da chi avrà il codice di canalizzazione esatto.

### Codifica
Per quanto riguarda la codifica del CDM, possono esserci due casi, sincrona e asincrona

#### Multiplazione sincrona
In questo caso, le sequenze generate vengono moltiplicate con i codici di canalizzazione di ogni utente esattamente nello stesso istante di tempo per tutti gli utenti, in modo da evitare ritardi. Se, nella scelta dei codici di canalizzazione, vengono presi codici ortogonali tra loro, allora l'unico disturbo presente nel segnale è quello dato dal rumore termico in quanto il disturbo proveniente da altri codici è nullo.

#### Multiplazione asincrona
Nella multiplazione asincrona le sequenze non sono sincronizzate tra loro e quindi, oltre al rumore termico, saranno presenti anche dei disturbi provenienti da altre canalizzazioni in quanto, anche con una scelta ottima dei codici (ortogonali tra loro), saranno pochi i casi in cui il disturbo proveniente da essi sia nullo, in tal caso l'obiettivo è quello di avere codici quanto meno correlati possibile.

## Vantaggi sulla sicurezza
Un sistema di telecomunicazioni basato su CDMA offre anche maggiore protezione sul fronte della sicurezza della comunicazione in quanto solo la conoscenza delle parole di codice permette di poter effettuare la demultiplazione del rispettivo canale tributario in ingresso all'interno dell'intero flusso multiplato.